# رومان كريمر
رومان كريمر (بالفرنسية: Romain Kremer)‏ هو مصمم أزياء فرنسي، ولد في 1 أبريل 1982 في فيلفرانش دي روجر في فرنسا.

## وصلات خارجية
- الموقع الرسمي